# Pavel Perko
Pavel Perko, slovenski duhovnik in pisatelj, * 25. januar 1877, Poljane nad Škofjo Loko, † 10. marec 1970, Muljava.

## Življenje
Rodil se je kajžarjema Janezu Perku in Apoloniji Krek. Perko je osnovno šolo obiskoval v domačem kraju in v Škofji Loki, gimnnazijo (1890-1898) in bogoslovje (1898–1902) v Ljubljani. Kot kaplan je služboval v Škocijanu (1902–1904), na Raki (1904–1905), v Kranjski gori (1905–1906) in v Žireh (1906–1910); od 1910 je bil župnik na Češnjicah nad Blagovico, kjer je ostal 25 let. Kmalu po upokojitvi se je nastanil na Muljavi, kjer je umrl.

## Delo
Perkovo pisateljsko delo se opira na novejši realizem; z dobrim opazovalnim darom posega v življenje narave in ljudi; izza prvotne idilične urejenosti njegovih zgodb se bolj in bolj čuti idealistična tendenca, ki prehaja v vidne vzgojne zaključke; spočetka uporablja meščansko snov, v glavnem pa slika življenje kmečkih ljudi, njihovo skrito trpljenje in premagovanje. Značilnejši spisi: Piščalka (1898), Polžar, gorska idila (1899), Ni kazalo, Gad (1899), Prijazna, Puci, Gospa Marija (1900), Usmiljenka, Carletto (1901), Novomašnik (1901), Tinačka (1902), Mrakov Tomaž (1906), Pismo (1907), Klekljarica, Odamova hči (1912), Doktor Lovro (1913), Moško in odločno (1914). V mladinsko vzgojni smeri je pisal črtice in povest  npr.: Korošica (1900), Nace Medja (1919). Sodeloval je tudi pri mladinski zbirki Marjetice (Ljubljana, 1902). Kot ljudski pripovednik je pisal zlasti črtice in krajše povesti: Umrla (1900), Slepa (1903), Rotijin Blaže (1903), Pastir Cene, Divji lovec (1906), Goljuf (1914), Sinaha (1921), Lovriček (1926); Cerkovnik Rok (1923). Za ljubljanski radio je napisal zabavno igro: Če pismonoša o pravem času ne pride (rokopis).  Najznačilnejše pripovedne spise je zbral v knjigi Z naših gora, ki je izšla leta 1924 v Kamniku (COBISS), izbor novel in črtic pa je leta 1961 izdala Mohorjeva družba v uredništvu J. Gregoriča. (COBISS).